# 港北区 (贵港市)
港北区是中国广西壮族自治区贵港市所辖的一个市辖区。总面积为1092平方公里，區人民政府駐貴城街道。

## 行政区划
港北区下辖5个街道办事处、4个镇、2个乡：
贵城街道、港城街道、大圩镇、庆丰镇、根竹镇、武乐镇、奇石乡和中里乡。

## 人口
根據第七次人口普查數據，截至2020年11月1日零時，港北區常住人口為760633人。

## 交通
- 柳北高速、 梧硕高速、 358国道
- 南广铁路、黎湛鐵路：贵港站

## 风景名胜
- 達開水庫